# Guteglass
Guteglass är ett svenskt glassvarumärke som ägs av Gotlandsglass AB, som är en glasstillverkare med produktion på Gotland.
Guteglass, som varumärke, bildades 1982 i en lokal på Strandgatan i Visby. Sedan dess har glassen tillverkats i både Martebo, Ronehamn och Roma på Gotland. Sedan 2017 är hela sortimentet ekologiskt, och tillverkningen sker på Stafva Gårdsmejeri i Barlingbo.